# Piddig
Piddig est une municipalité de la province d’Ilocos Norte, aux Philippines.

## Géographie
Le terrain de Piddig est vallonné avec des plaines de riz entrecoupées. La municipalité se trouve à une altitude plus élevée que la plupart des villes d'Ilocos Norte. 

### Barangays
Piddig est divisé en 23 barangays.
- Ab-abut
- Abucay
- Anao (Poblacion (en))
- Arua-ay
- Bimmanga
- Boyboy
- Cabaroan (Poblacion (en))
- Calambeg
- Calluza
- Dupitac
- Estancia
- Gayamat
- Lagandit
- Libnaoan
- Loing (Poblacion (en))
- Maab-abaca
- Mangitayag
- Maruaya
- San Antonio
- Santa Maria
- Sucsuquen
- Tangaoan
- Tonoton

## Démographie
Lors du recensement de 2015, la population de Piddig était de 21 497 habitants,  avec une densité de 99 habitants par kilomètre carré ou 260 habitants par mile carré. 